# Weisz-ház (Miskolc)
A Weisz-ház Miskolcon, a Zsolcai kapu 7. szám alatt áll, a források szerint „a magyarországi eklektikus bérháztípus jellegzetes példája”.

## Története
A kettős telken álló házat a Weisz család építtette 1909 után. Először egyemeletes ház építéséről volt szó, de azután kétemeletessé változott a terv. A ház bérháznak épült, a földszinti üzlethelyiségekben vaskereskedés és fűszer-nagykereskedés működött. Az azóta eltelt évtizedekben autó- és motorkerékpáralkatrész-üzlet, autógumibolt és bútorbolt is volt benne. Az épület bal oldali szomszédja a Hági étterem-söröző, a jobb oldalon pedig a görög kereskedő-földbirtokos Xiffkovich család épülete állt. Utóbbi a második világháborúban súlyos bombasérüléseket szenvedett, a romokat elbontották, és a helyén épült fel az 1950-es évek elején az AFIT XVI. számú Autójavító Vállalata. Érdekes, hogy a Hági is megsérült a bombázáskor, de a Weisz-palota nem szenvedett különösebb károkat.
A 20. század első évtizedeiben az volt a várostervezők elképzelése, hogy a Zsolcai kapu mindkét oldalát nagyvárosi jellegű épületekkel építenék be, ezekkel mintegy takarva a Zsolcai kapui ipartelep üzemeit. Ehhez kapcsolódott a Soltész Nagy Kálmán utca megnyitása, és oda is hasonló épületeket terveztek. A Soltész Nagy Kálmán utcán 1924-re felépült a Miskolci Bányakapitányság és a MÁV Osztálymérnökség irodaháza, 1929-re pedig elkészült a Zsolcai kapu sarkán – a Rudolf laktanyával szemben – két látványos saroképület. A Zsolcai kapuban, a Weisz-palotával szemben felépült még a Kardos-Bárdos cég székháza, amelyet 1925-ben a miskolci munkásbiztosító pénztár vett meg, ma a Szerencsejáték Zrt. a tulajdonos.

## Leírása
A tekintélyes méretű, díszes, kissé akár hivalkodónak is hatható épület kétemeletes, a földszintjen üzlethelyiségekkel. Homlokzatán az eklektika jellegzetes elemei, a történeti stílusok elemeinek átfogalmazásai jelennek meg. A homlokzat szimmetrikus, öttengelyes középrizalitjában a két emelet magasságában, tükrös oszlopszélekre állított, ión fejezetes kőoszlopok tagolják. Ablakainak zárása szellemesen váltakozik, az első emeleten egyenes záródásúak, de a két szélső tengelyben timpanonos, a középső szakaszban íves szemöldökökkel. A második emelet szélső ablakai egyenes, a középsőek köríves záródásúak. A középső tengelyben helyezkedik el a kosáríves kapu, szép, gazdag ornamentikával díszített kovácsoltvas kapuszárnyakkal. Fölötte, az első emeleten erkély van a két oszlop szélességében, kovácsoltvas rácsos korláttal. A második emeleten a középrizalit két szélső tengelyében helyeztek el félkörös területű kis erkélyeket. A két-két szélső tengelyekben az emeleti részeken klinkertégla borítással fedték a felületet. A középrizalit koronázópárkánya felett a középen íves kialakítású attika zárja a ház homlokzatát. A tető jellegzetes elemei a középrizalit két oldalán elhelyezett faszerkezetű, ún. galambdúcok. 

## Képek

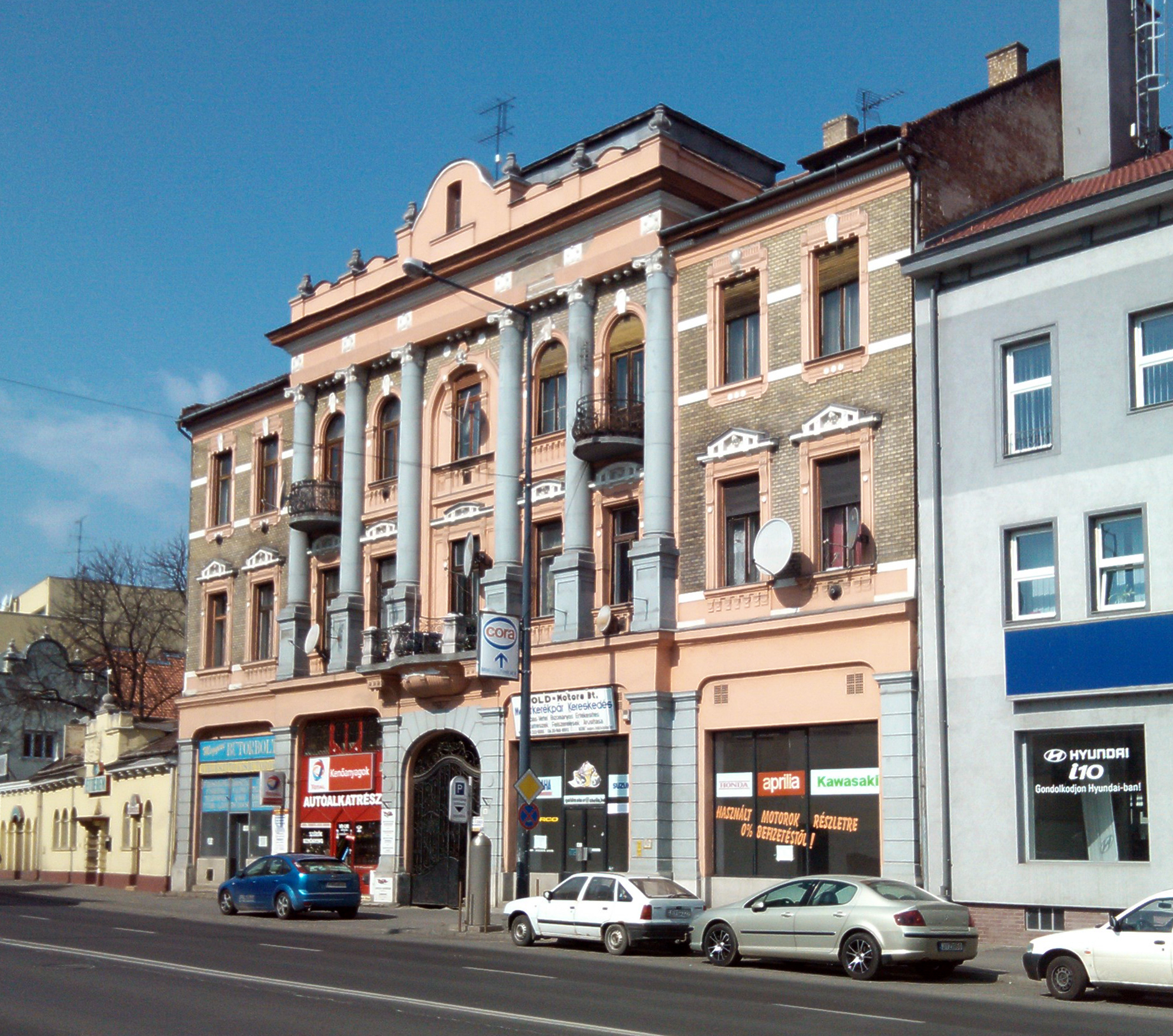
Az épület délkeletről
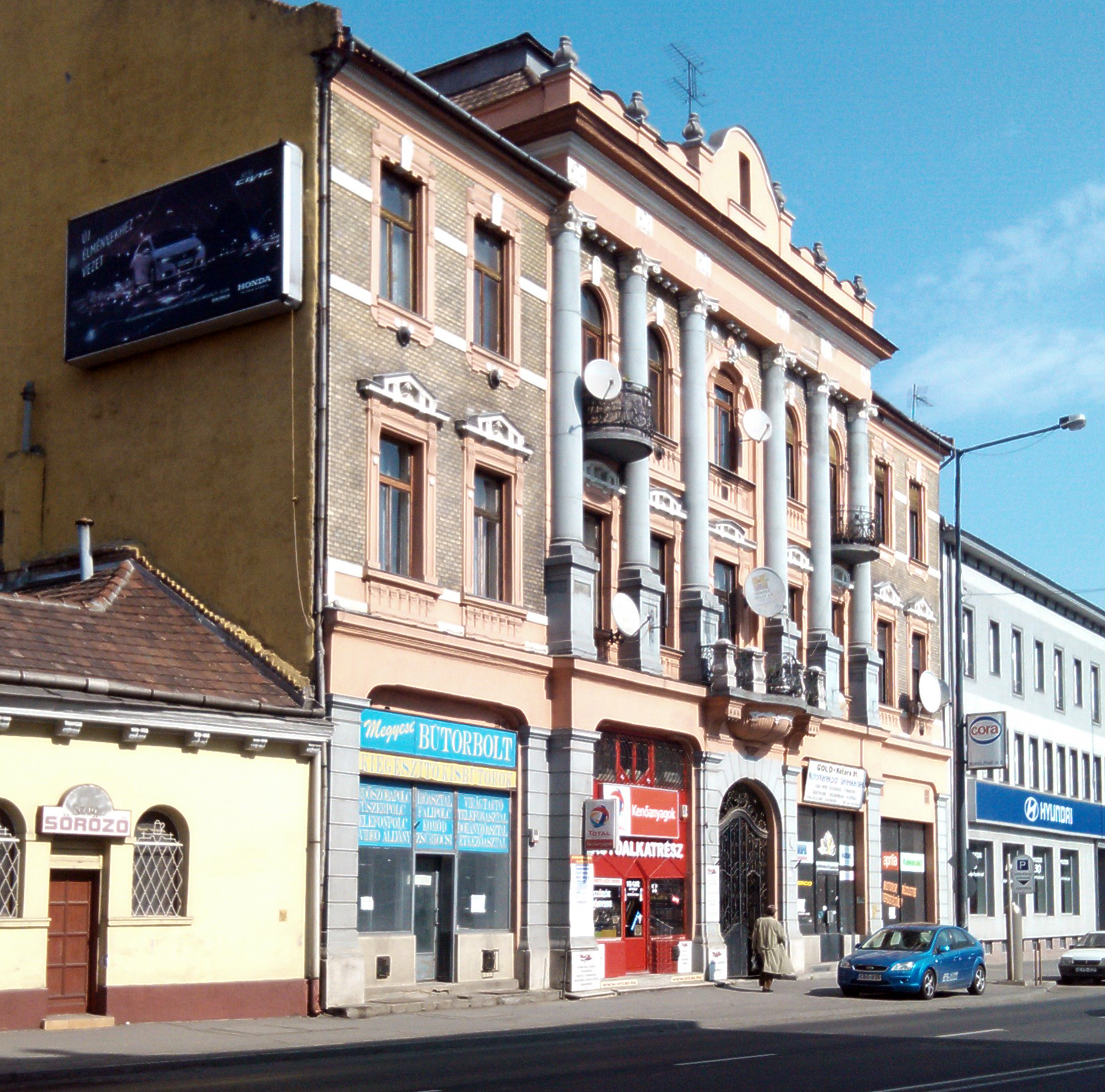
Az épület délnyugatról
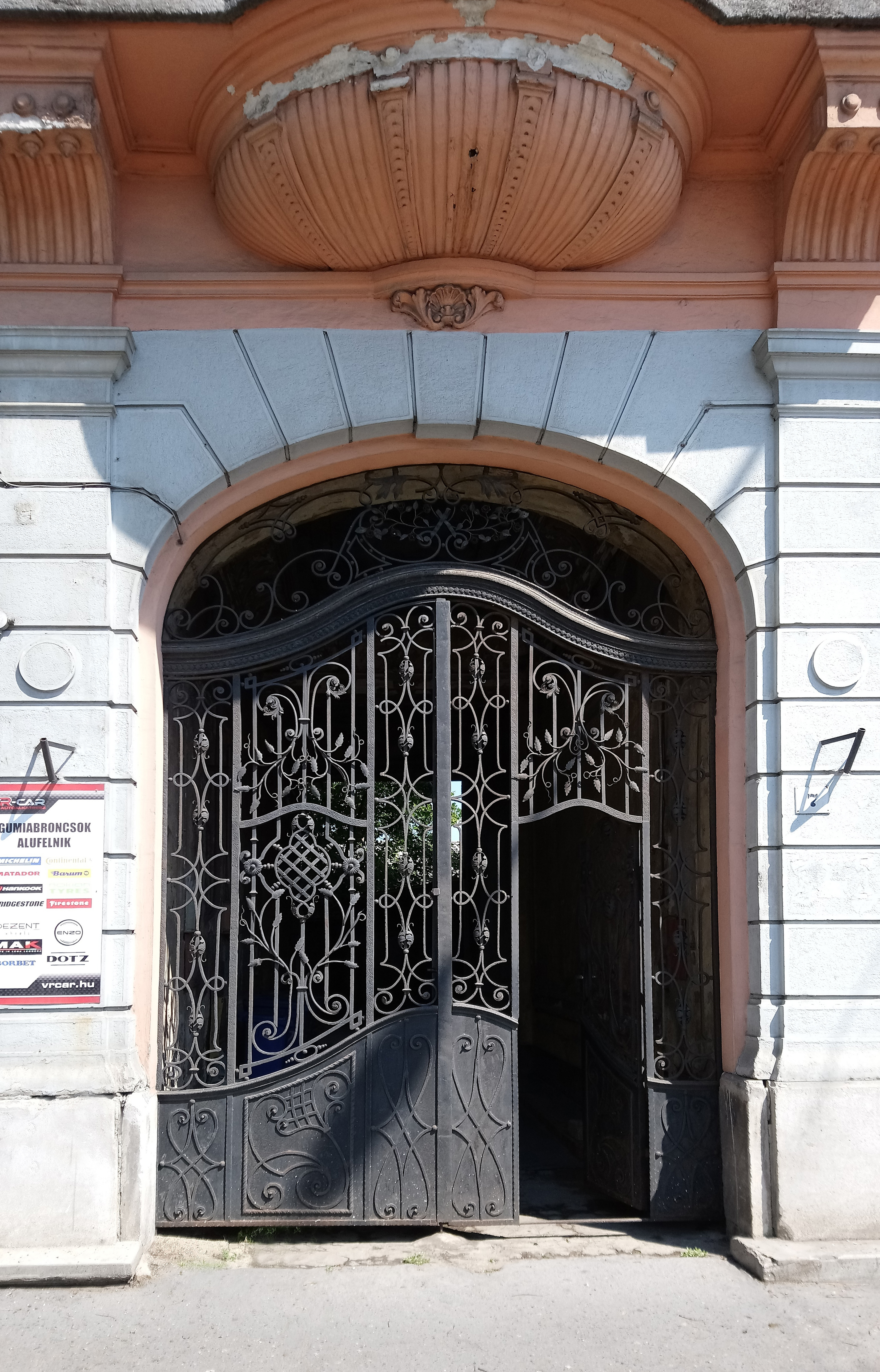
A kovácsoltvas kapu